# Ramulus ussurianus
Ramulus ussurianus är en insektsart som först beskrevs av Grigory Yakovlevich Bey-Bienko 1960.  Ramulus ussurianus ingår i släktet Ramulus och familjen Phasmatidae. Inga underarter finns listade i Catalogue of Life.